# アルジャー島
アルジャー島(アルジャーとう、ロシア語: Остров Алджер)は北極海の一部であるバレンツ海に位置するロシア連邦領ゼムリャフランツァヨシファの島である。最高点は429 m(Гора Рихтгофена)。マック＝クリントク島の2km北に位置する。

## 歴史
1901年から1902年頃、Ивлина Болдуина率いる北極探検隊のベースキャンプが置かれた